# Jessie Mackay
Jessie Mackay, née le 15 décembre 1864 à Rakaia en Nouvelle-Zélande et morte le 23 août 1938 à Christchurch, est une poétesse, journaliste, féministe, militante des droits des femmes, de l'autonomie des peuples et des droits des animaux néo-zélandaise,. 
Souvent considérée comme la première poétesse locale de Nouvelle-Zélande, elle est l'une des premières écrivaines à avoir un style typiquement néo-zélandais.

## Biographie
Jessie Mackay naît le 15 décembre 1864 à Rakaia. Ses parents sont écossais : son père est le berger Robert Mackay, plus tard directeur de la station, et sa mère est Elizabeth Mackay, née Ormiston. Elle est l'aînée d'une grande famille de filles. Elle est scolarisée à domicile jusqu'à l'âge de 14 ans, puis elle se rend à Christchurch pour suivre la formation d'enseignante. Elle enseigne ensuite dans diverses petites écoles rurales de 1887 à 1898. Elle s'installe à Dunedin en 1898 et travaille comme journaliste pour l'Otago Witness pendant quatre ans.
Le premier recueil de poésie de Jessie Mackay, The Spirit of the Rangatira, est publié en 1889. Elle publie ensuite trois autres volumes de poésie au cours des décennies suivantes : The Sitter on the Rail (1891), From the Maori Sea (1908) et Land of the Morning (1909). Comme poétesse, elle est surtout connue pour ses ballades reposant sur des légendes écossaises, même si elle ne connaît pas elle-même l'Écosse et ne la visitera qu'en 1921. Ses poèmes sont souvent chargés de thèmes féministes et font également références aux mythes et aux coutumes maoris. Le poème le plus célèbre de son premier recueil de poésie est « The Charge at Parihaka », une parodie de « The Charge of the Light Brigade » d'Alfred Tennyson, dans laquelle elle condamne les actions du gouvernement britannique à Parihaka.
En 1902, Jessie Mackay s'installe à Christchurch où elle vit avec sa sœur Georgina. Elle se voit contrainte d'abandonner sa carrière d'enseignante en 1904 à cause d'une maladie. Elle est nommée rédactrice en chef du Canterbury Times en 1906. Ses œuvres poétiques sont publiées à cette époque dans l'éphémère magazine littéraire néo-zélandais New Zealand Illustrated Magazine, fondé à Auckland en 1899, et qui cessera de paraître en 1905. Après la fermeture du journal Canterbury Times en 1917, elle commence à écrire en indépendante pour d'autres publications comme le White Ribbon, le journal de la Women's Christian Temperance Union of New Zealand, et pour diverses revues féministes britanniques. Sa poésie est également publiée dans un certain nombre de journaux néo-zélandais.
Jessie Mackay se rend en Europe fin 1921 et, en janvier 1922, elle participe à l'Irish Racial Convention à Paris pour le compte de la Société néo-zélandaise pour l'autodétermination de l'Irlande. Elle est partisane de l'autonomie de l'Écosse et de l'Irlande. Les deux derniers volumes de poésie de Jessie Mackay sont publiés après ce voyage en Europe : The Bride of the Rivers en 1926 et Vigil en 1935. Elle reçoit en 1934 une lettre de témoignage et un chèque, qui lui sont remis à Christchurch. La lettre comporte plus de 300 signatures provenant de Nouvelle-Zélande, d'Australie et d'Angleterre, et commence par : « Dans l'histoire littéraire de notre pays, il n'y a pas de nom plus honoré que le vôtre ». Elle reçoit des louanges pour avoir établi une nouvelle tradition littéraire en Nouvelle-Zélande et pour son « zèle réformateur, qui s'est exprimé dans la fidélité de toute une vie à de nombreuses causes ». Le gouvernement néo-zélandais lui accorde en 1936 une pension en reconnaissance de sa contribution à la littérature néo-zélandaise.
Les manuscrits et les archives de Jessie Mackay sont conservés à la Bibliothèque nationale de Nouvelle-Zélande. En 1939, la Société néo-zélandaise des auteurs (PEN NZ) crée en son honneur le Prix de poésie Jessie Mackay, qui est depuis décerné chaque année à un grand poète néo-zélandais. Il fait partie depuis 2020 des Ockham New Zealand Book Awards.
Sa poésie figure dans un certain nombre d'anthologies notables au cours de sa vie et dans une anthologie de 1956, mais ne figure pas dans le Penguin Book of New Zealand Verse édité par Allen Curnow en 1960.

## Militantisme
Jessie Mackay milite activement pour les droits des femmes, les droits des animaux et les mouvements de libération nationale, notamment à travers le journalisme et les articles qu'elle publie. Elle prend une large part au mouvement pour le suffrage des femmes en Nouvelle-Zélande à la fin du XIXe siècle, notamment en collectant des signatures pour des pétitions, et en soutenant des causes comme l'éligibilité et la représentation des femmes au Parlement, une meilleure rémunération des femmes et le recrutement féminin dans les forces de police. Elle est aussi membre et secrétaire du Conseil national des femmes de Nouvelle-Zélande, elle joue à ce titre un rôle déterminant dans sa renaissance en 1918. Ses contemporains disent d'elle qu'elle est « parmi les premières à comprendre que limiter l'intellect féminin à la sphère domestique priverait la société d'un grand pouvoir créatif et régénérateur ».
Jessie Mackay s'abstient de manger de la viande au début du XXe siècle, par compassion pour les animaux. En 1911, Jessie Mackay et sa sœur tiennent une maison végétarienne à New Brighton. Elle refuse d'arborer des plumes et des vêtements de fourrure. Elle condamne la chasse et le trafic des fourrures. Au début des années 1920, elle condamne également, dans ses articles de presse, les expériences sur les animaux et la vivisection, au nom de l'éthique.

## Œuvres
- The Spirit of the Rangatira and other ballads, Melbourne, George Robertson and Company, 1889 (lire en ligne)
- The Sitter on the Rail and other poems, Christchurch, Simpson and Williams, 1891.
- From the Maori Sea, Christchurch, Whitcombe and Tombs, 1908.
- Land of the Morning, Christchurch, Whitcombe and Tombs, 1909.
- The Bride of the Rivers and other verses, Christchurch, Simpson and Williams, 1926.
- Vigil, Auckland, Whitcombe and Tombs, 1935.